# Артель Роса
Артель Роса — российский музыкальный проект, сочетающий в своём творчестве авторскую песню и фолк.

## История
Музыкальный проект «Артель Роса» был образован в Москве в 2017 году.
Основателями проекта являются саунд-продюсеры Григорий и Александр Лапенковы и режиссёр Ровшан Вахидов. Братья Лапенковы известны в как основатели ВИА «Бабье лето».
В 2017 году была выпущена первая композиция получившая название «Ляпота». В этом же году был представлен одноимённый дебютный мини-альбом, премьера которого состоялась 4 июля 2017 года. Альбом был номинирован на премию Independent Music Award в номинации «Лучший мини-альбом в стиле world (латиноамериканская музыка)». В него вошли песни «Ляпота», «Чучело», «Тюря» и три инструментальные версии песен. Позже на все песни были сняты видеоклипы. Спустя некоторое время проект выпустил синглы: «Птица» и «Саночки».
В 2018 году в свет выходит альбом «Счастливые люди», в который вошло 12 песен. В этом же году проект выпускает альбом, получивший название «Живые песни с длинными именами», состоящий из 6 композиций. Также в 2018 году был выпущен мини-альбом «Камушка».
В 2018 году проект был номинирован на премию «Russian World Music Awards» в номинации «Лучший новый проект».
18 января 2019 приказом № 14/ОД Департамента культуры города Москвы ВИА «Артель Роса» присвоено звание «Ведущий творческий коллектив г. Москвы»

## Дискография

### Альбомы
| Оценки критиков | Оценки критиков |
| Источник        | Оценка          |
| --------------- | --------------- |
| InterMedia      | [ 1 ]           |

| Оценки критиков | Оценки критиков |
| Источник        | Оценка          |
| --------------- | --------------- |
| InterMedia      | [ 2 ]           |

| Год  | Название                         | Подробнее                                                                     |
| ---- | -------------------------------- | ----------------------------------------------------------------------------- |
| 2017 | «Ляпота»                         | - Выпущен: 4 июля 2017 - Формат: цифровое скачивание - Лейбл: Артель Роса     |
| 2018 | «Счастливые люди»                | - Выпущен: 30 мая 2018 - Формат: цифровое скачивание - Лейбл: Артель Роса     |
| 2019 | «Живые песни с длинными именами» | - Выпущен: 18 декабря 2018 - Формат: цифровое скачивание - Лейбл: Артель Роса |